# كريستابس جانيتشنوكس
كريستابس جانيتشنوكس (باللاتفية: Kristaps Janičenoks)‏ مواليد 14 مارس 1983 في ريغا، الجمهورية اللاتفية السوفيتية الاشتراكية، هو لاعب كرة سلة لاتفي. بدأ مسيرته الاحترافية في سنة 1999. يلعب مع نادي فينتسبيلس لكرة السلة. يحمل الرقم 14. يبلغ طوله 6 قدم 5 بوصة (2.0 م).

## المسيرة الاحترافية
لعب مع تليكوم باسكتس بون في الدوري الألماني في موسم 2004–2005، ثم لعب مع أورلاندينا باسكيت في الدوري الإيطالي في موسم 2005–2006، ثم لعب مع فورتيتودو بولونيا في سنة 2006، ثم لعب مع تيرامو باسكت في الدوري الإيطالي في موسم 2006–2007، ثم لعب مع فورتيتودو بولونيا في موسم 2007–2008، ثم لعب مع رير فينيزيا مستري من سنة 2008 إلى 2010.

## روابط خارجية
- كريستابس جانيتشنوكس على موقع الاتحاد الدولي لكرة السلة (الإنجليزية)
- كريستابس جانيتشنوكس على موقع الدوري الأوروبي لكرة السلة (الإنجليزية)
- كريستابس جانيتشنوكس على موقع كرة السلة الأوروبية.كوم (الإنجليزية)
- كريستابس جانيتشنوكس على موقع ريلجم (الإنجليزية)
- كريستابس جانيتشنوكس على موقع بروبوليرز (الإنجليزية)
- كريستابس جانيتشنوكس على موقع سبورتس رفرنس (الإنجليزية)